# Robert of Thornham

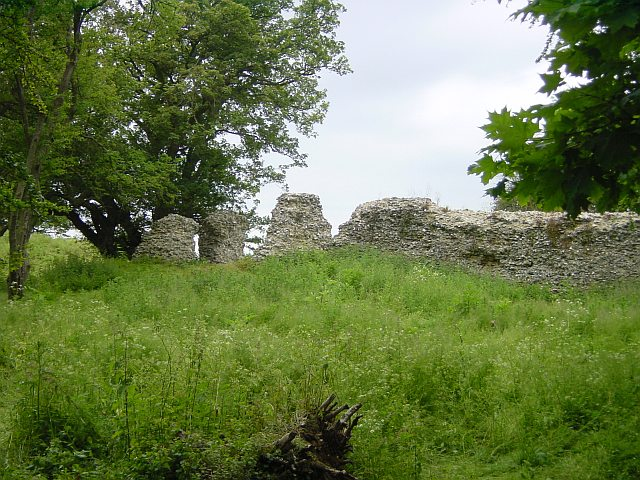
Die Reste des von Roberts Vater erbauten Thurnham Castle in Kent

Robert of Thornham (auch Robert of Turnham oder de Turnham) († 26. April 1211) war ein anglonormannischer Adliger und Militär.

## Leben

### Herkunft und Teilnahme am Dritten Kreuzzug
Robert war ein jüngerer Sohn von Robert de Turnham, dem Erbauer von Thurnham Castle  und Gründer von Combwell Priory in Kent, und Bruder von Stephen de Turnham. Er nahm wie sein Bruder am Dritten Kreuzzug von König Richard Löwenherz und war während der Fahrt ins Heilige Land einer der Kommandanten der königlichen Flotte. Im Mai 1191 war er während der Eroberung von Zypern Befehlshaber der Hälfte der Flotte und führte einen Angriff auf die gegnerische Flotte. Als der König nach der erfolgreichen Eroberung nach Akkon weiterreiste, blieb Robert zusammen mit Richard de Camville als Justiciar der Insel zurück. De Camville starb jedoch kurz darauf, so dass Robert als alleiniger Verwalter der Insel eine Rebellion der einheimischen Bevölkerung niederschlagen musste. Zypern wurde schließlich 1192 an Guido von Lusignan verkauft. Im April 1193 kehrte Robert mit der Rüstung und den Waffen von Richard Löwenherz nach England zurück.

### Gefolgsmann von Richard Löwenherz
Anfang 1194 begleitete Robert Richards Mutter Eleonore von Aquitanien nach Deutschland. Er gehörte zu den Geiseln, die für die Auslösung von Richard bis zur vollständigen Bezahlung von Richards Lösegeld in Deutschland blieben. Nach seiner Freilassung wurde er noch 1194 Sheriff von Surrey, und zum Dank erlaubte ihm der König 1195, Joan, die minderjährige Tochter und Erbin von William Fossard, Lord of Mulgres, zu heiraten. Durch diese Heirat erwarb er die umfangreichen Besitzungen der Fossards, zu denen Mulgrave und Doncaster gehörten. 1195 ernannte ihn der König zum Seneschall von Anjou. 1196 fiel er mit einer Streitmacht in die Bretagne ein und versuchte vergeblich, Richards Neffen Arthur gefangen zu nehmen. Während des Kriegs mit dem französischen König befehligte er 1197 die Truppen von Richard Löwenherz im Anjou.

### Gefolgsmann von Johann Ohneland
Nach dem Tod von Richard Löwenherz im April 1199 übergab er die Burgen Chinon und Saumur mit dem Thronschatz an Richards Bruder Johann Ohneland. Im Juni 1199 wurde er als Seneschall durch Aimery de Thouars abgelöst, und Robert gehörte fortan zum Gefolge des neuen Königs. Im Juni 1200 war mit dem König in der Normandie und am 22. November in Lincoln, wo der schottische König Wilhelm der Löwe Johann Ohneland für seine englischen Besitzungen huldigte. Im Herbst 1201 ernannte der König Robert nach dem Tod von Geoffrey de Celle zum Seneschall des Poitou, wo er gegen die gegen König Johann rebellierenden Lusignans und ab Ende 1202 gegen Aimery de Thouars und Guillaume des Roches kämpfen musste, die auf die Seite von König Philipp II. von Frankreich gewechselt waren. 1203 belagerte Robert vergeblich Angers, die Hauptstadt des Anjou. Trotz seiner Erfahrung konnte er nach der Eroberung der Normandie während des Kriegs mit Frankreich nicht die Eroberung des Großteils des Poitou durch den französischen König Philipp II. verhindern. Ende 1204 wurde er bei einem Entsatzversuch der belagerten Burg Chinon gefangen genommen, weshalb Savary de Mauléon zu seinem Nachfolger als Seneschall ernannt wurde. Nachdem Ende 1205 das Lösegeld für ihn bezahlt worden war, kam er frei und kehrte 1206 nach England zurück. Im Oktober 1206 begleitete er König Johann während dessen Feldzugs in das Poitou und eroberte Angers. 1207 war er erneut Sheriff von Surrey. Von 1207 bis 1208 war er erneut Seneschall des Poitou und der Gascogne. Im April 1207 war er in La Rochelle, im Oktober kehrte er nach England zurück, um Ende des Jahres oder Anfang 1208 wieder mit Nachschub nach Südwestfrankreich zu segeln. Im Dezember 1208 kehrte er wieder nach England zurück. Dort verwaltete er die besetzten Temporalien des Erzbistums Canterbury, nachdem der Papst das Interdikt über England verhängt hatte. Als Unterstützer des exkommunizierten Königs wurde er von mittelalterlichen Chronisten als einer der schlechten Ratgeber des Königs genannt. 

## Familie und Nachkommen
Im September 1197 heiratete Robert seine Verlobte Joan. Mit ihr hatte er eine Tochter, Isabella, die seine Erbin wurde. Isabella heiratete nach seinem Tod seinen Freund Peter de Maulay.